# Ngadipiro (Nguntoronadi)
Ngadipiro is een bestuurslaag in het regentschap Wonogiri van de provincie Midden-Java, Indonesië. Ngadipiro telt 1992 inwoners (volkstelling 2010).